# Jordi Codí
Jordi Codí anomenat Curopalata (en llatí Georgius Codinus Curopalates, en grec medieval Γεώργιος Κώδινος ὁ Κυροπαλάτης) va ser un compilador grec romà d'Orient que tenia el càrrec de curopalata (d'on el seu sobrenom). Va morir probablement després de la caiguda de Constantinoble l'any 1453.
Va compilar dues obres importants, encara que les va escriure en un grec força corromput. Una tractava dels diferents càrrecs públics de l'església i de l'administració de l'imperi i una altra sobre les antiguitats de la capital. Aquestos llibres es titulen: Περὶ τῶν ὀφφικιαλίων τοῦ Παλατίου Κωνσταντινουτόλεως καὶ τῶν ὀφφικίων τῆς μεγάλης Ἐκκλησίας o De Officialibus Palatii Constantinopolitani et de Officiis Magnae Ecclesiae, i Παρεκβολαὶ ἐκ τῆς βίβλου τοῦ χρονίκου περὶ τῶν πατρίων Κωνσταντινουπόλεως" o "Excerpta ex Libro Chronico de Originibus Constantinopolitanis".
Les fonts principals d'aquestes obres, que Jordi Codí de vegades copia literalment, són les d'Hesiqui de Milet, Miquel Glicàs, Juli Pòl·lux i el Cronicó Alexandrí. Les seves explicacions sobre els monuments i les estàtues de Constantinoble les treu de Joan Laurenci de Filadelfia, i d'una obra titulada Antiguitats de Constantinoble d'autor anònim que al seu torn havia copiat de Teodor Anagnostes i d'altres autors de l'època.